# 伊萬尼夫卡 (巴爾溫科韋市鎮)
48°50′57″N 36°42′21″E / 48.84917°N 36.70583°E
伊萬尼夫卡（烏克蘭語：Іванівка）是位於烏克蘭東部的村莊，由哈爾科夫州伊久姆區巴爾溫科韋市鎮的哈夫里利夫卡村委會負責管轄。該村始建於1923年，面積0.24平方公里，海拔高度139米，2001年人口33，人口密度每平方公里137.5人。